# 東葛飾地域
東葛飾地域（ひがしかつしかちいき）とは、千葉県北西部の東葛飾郡に属していた旧町村、及び市制施行後の各市の存する地域の呼称である。略して東葛地域（とうかつちいき）とも呼ばれる。

## 範囲
元来は東葛飾郡に属した市町村全てを指す地域呼称である。すなわち、船橋市・市川市・松戸市・野田市・柏市・流山市・我孫子市・鎌ケ谷市・浦安市である。そのうち、船橋市と柏市が中核市に指定されており、両市は県内でも政令指定都市である千葉市とともに高度に商業機能が集積している。2004年3月31日まで松戸市に存在した県の「東葛飾支庁」は、この9市を管轄していた。
しかし、2025年現在では、松戸市・野田市・柏市・流山市・我孫子市・鎌ケ谷市の6市を「東葛飾（ひがしかつしか）地域」、船橋市・市川市・浦安市に東葛飾郡ではなかった習志野市・八千代市を加えた5市を「葛南（かつなん）地域」と称している。
2004年4月1日に県の東葛飾支庁を改組して新設された「東葛飾地域振興事務所（旧東葛飾県民センター）」（松戸市）は、松戸市・野田市・柏市・流山市・我孫子市・鎌ケ谷市の6市を管轄し、「葛南地域振興事務所（旧葛南県民センター）」（船橋市）は、船橋市・市川市・浦安市・旧千葉郡であった習志野市・八千代市を管轄する。
「葛南港湾事務所」（船橋市）では千葉港葛南港区を担当しており、担当範囲は船橋市・市川市・習志野市となっている。県教育庁では従来、東葛飾出張所が松戸市・鎌ケ谷市以北の6市を、船橋出張所が船橋市・市川市・浦安市の3市を管轄し、小・中学校教職員の人事異動はこの範囲内で行われていたが、支庁の改組に合わせて管轄が変更された。また、東京都と千葉市の間にある地域として、習志野市・八千代市を含め「京葉（けいよう）」と称されることもある。
千葉県の「東葛北部医療圏」は、松戸市・野田市・柏市・流山市・我孫子市の5市を指す。
県立高等学校の学区は、東葛飾地域振興事務所管内の6市のうち松戸市を除く5市が「第3学区」に、松戸市は葛南地域振興事務所管轄の5市とともに「第2学区」に属する。ただし、隣接する学区等への通学が認められているため、松戸市と第3学区間の通学は多く見られる。なお、中学・高校の運動部の大会では東葛飾地域を南北に分けて「葛北」「葛南」という地域分けがなされている運動部の大会もある。
なお、東葛に隣接して「南葛」「北葛」という名称を使う地域があり、それぞれ東京都（旧）南葛飾郡と埼玉県（旧および現）北葛飾郡を指すが、都立南葛飾高校（葛飾区）の略称や南葛SC（葛飾区）、埼玉県内の医師会名（北葛北部医師会）、埼玉東部地区のフットサルチーム名（北葛SC）に用いられている程度で、「東葛」と比べて一般的ではない。埼玉県内では北葛よりも隣接する埼玉郡市と合わせて埼葛を使うことの方がどちらかと言えば多い（埼葛広域農道や埼葛テスト、埼葛斎場組合やさいかつ農業協同組合など）。また、柏市・松戸市・鎌ヶ谷市は白井市や印西市、および印旛郡とともに「北総地域」に分類されることもある。
気象予報区の二次細分区域は、旧東葛飾支庁管内の9市と習志野市・八千代市を合わせた11市を「東葛飾」としている。
陸上自衛隊の警備隊区（災害派遣等有事対応・広報担当地域）も、松戸市の松戸駐屯地に駐屯する陸上自衛隊需品学校が、東葛地区のうち、船橋市（第1空挺団が駐屯し、同団の担任地域でもある）を除いた8市を担任地域とする。

## 地域特性
県庁所在地の千葉市よりも東京都寄りに位置しており、戦前から東京のベッドタウン化が進んでいたことから、千葉市の影響力が弱いとされる。また住民は「千葉都民」と呼ばれ、千葉県への帰属意識が希薄とされる。特に、この地域を走るJR常磐線やつくばエクスプレス（TX）沿線は、千葉市を経由しないためその傾向が強く、JR東日本千葉支社（2026年廃止予定）ではなく首都圏本部に属する。
県政への関心も薄く、衆議院が中選挙区制だった時代には、この地域（千葉4区）は1票の価値が最も低い選挙区として知られていた。しかし、内陸部の地域（特に狭義の東葛）は長い間東京湾沿岸の整備・開発を重視する県から冷遇されてきたとの不満も根強く、2001年には無党派の堂本暁子知事を誕生させる原動力ともなった。
県から自立し自己決定権を持つため、東葛地区6市または市川市を含む7市の合併によって政令指定都市移行を目指そうという意見もあり、行政レベルでの研究会設置の動きも出てきているが、東葛地区の主導権をめぐる各市の綱引きにより、具体的な話はあまり進んでいない（浦安市は財政状況が良好であるため合併に参加しないという方針を明確にしている）。また、浦安市などの一部には東京都編入を目指す動きもある。

### 管理教育
1980年代から90年代前半にかけ、千葉県は「東の千葉、西の愛知」といわれる管理教育の雄として知られていたが、中でも東葛地域の6市（松戸市・鎌ケ谷市以北）においては特に厳しい生活指導が行われ、中学校における丸刈りの強制や体罰などがしばしば批判の的となった（管理教育#管理教育の地域性を参照）。
現在はかつてほどの管理教育は見られないが、「学力より体力重視」という教育風土は濃厚に残っている（学業を重視する東葛地区在住の高所得階層の生徒が私立中学に流れる原因）。夏季（6～9月）は、体育の時間以外には半袖の体操服とジャージズボンを着用してきたが、女子生徒のブルマー着用が廃止された90年代後半以降は、体操服に短パンまたはハーフパンツで過ごすのが一般的である。
休み時間を「業間休み」と呼ぶことがある。